# Puerto Santo (paroisse civile)
Pour les articles homonymes, voir Puerto Santo.
Puerto Santo est l'une des cinq paroisses civiles de la municipalité d'Arismendi dans l'État de Sucre au Venezuela. Sa capitale est Puerto Santo.

## Personnalités liées
- Gladys Requena (née en 1952) : femme politique, ministre de la Femme et de l'Égalité de genre entre 2015 et 2016.